# Kastell Oberdorf
Das Kastell Oberdorf, das antike Opia oder Opie, ist ein römisches Grenzkastell des Alblimes. Die während des Prinzipats errichtete Anlage befindet sich mit dem zugehörigen Kastellvicus als Bodendenkmal in einem weitgehend bebauten Bereich von Oberdorf am Ipf, einem Ortsteil der Stadt Bopfingen im baden-württembergischen Ostalbkreis.

## Lage
Das Kastell Opia liegt am nordwestlichen Ortsrand von Oberdorf unter der modernen Bebauung. Es befindet sich in der Flur „Oberer Lehen“, nördlich des Friedhofs der Christ-Königkirche. Sein Zentrum liegt etwa dort, wo die „Panoramastraße“ in den „Vohbühlweg“ einmündet.
Topographisch befindet es sich auf einem auslaufenden Geländerücken zwischen den Flüssen Eger und Sechta, die auch die Wasserversorgung des Kastells sicherstellten. Aus der erhöhten Position lassen sich die Flusstäler auf einer Länge von jeweils rund vier Kilometern gut überblicken.
In antiker Zeit trafen hier zunächst drei, später vier römische Straßen aufeinander. Vom gut 28 Kilometer entfernten Aquileia (Heidenheim a. d. B.) führte die Alblimesstraße heran. Eine weitere Straße kam von Ponione (Faimingen) an der Donau. Die dritte Verbindung führte nach Nordosten zum Kastell Munningen. Eine vierte Straße wurde erst nach der Fertigstellung des Raetischen Limes auf der Linie Kastell Lorch–Kastell Gunzenhausen erbaut, sie verband Opia mit dem Kastell Buch.

## Forschungsgeschichte

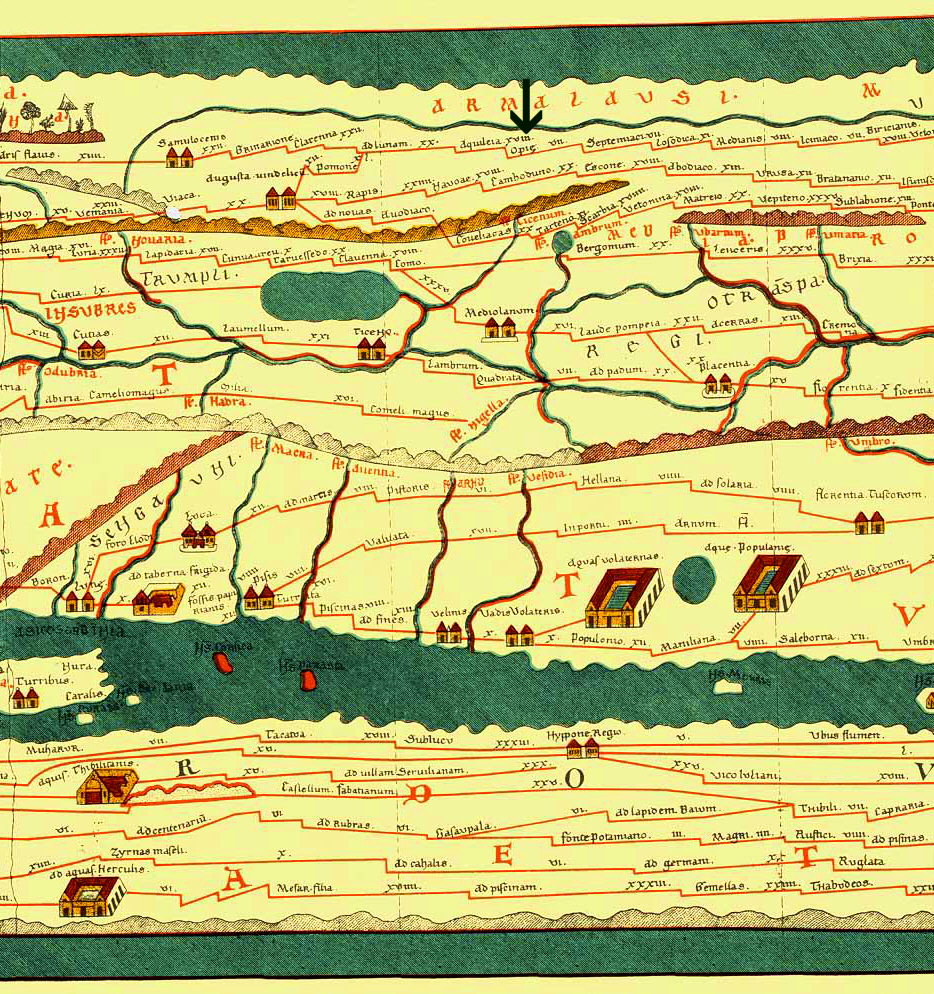
Oberdorf/Opia als OPIE auf der Tabula Peutingeriana (Pfeil Bildrand oben)

Bereits im 19. Jahrhundert war eine römische Militärpräsenz im Raum Bopfingen vermutet worden. Die Spekulationen drehten sich aber in erster Linie um den Berg Ipf und das ehemalige Wasserschloss in Bopfingen. Erst der Archäologiepionier Friedrich Hertlein (1865–1929) zog das Gebiet von Oberdorf in Betracht, nachdem hier 1910 auf Friedhöfen einige römische Funde gemacht worden waren. Im Rahmen einer ersten archäologischen Ausgrabung gelang ihm 1912 auf Anhieb der Nachweis der Kastellgräben. 1913 wurden die Grabungen hauptsächlich im Innenbereich des Kastells fortgesetzt. Der zusammenfassende Bericht beider Grabungskampagnen wurde 1915 in der Veröffentlichungsreihe der Reichs-Limeskommission publiziert.
Erst 1974 wieder nutzte das Landesdenkmalamt Baden-Württemberg die quasi letzte Möglichkeit zu einer Abschlussuntersuchung, nachdem der Kastellbereich bereits zwischen 1968 und 1974 fast vollständig überbaut worden war und nunmehr die endgültige Überbauung drohte. Hierbei konnte noch einmal die Wehranlage des Kastells auf einer Länge von rund 22 Metern freigelegt und untersucht werden.
Der antike Name „Opia“ oder „Opie“, der auf der Tabula Peutingeriana verzeichnet und aller Wahrscheinlichkeit nach mit der römischen Ansiedlung in Oberdorf identisch ist, bezieht sich laut sprachgeschichtlicher Untersuchungen vermutlich auf den Berg Ipf.

## Kastell
Die Befunde waren schon vor Beginn der ersten Ausgrabungen durch Steinbrucharbeiten teilweise stark gestört. Das Kastell bedeckt eine trapezförmige Fläche, deren Süd- und Westseite sich rechtwinklig zueinander verhalten. Die Längen betragen etwa 153 m an der Westseite, circa 118 m an der Nordfront, rund 160 m an der östlichen Seite und ungefähr 137 m im Süden. Daraus ergibt sich eine Gesamtfläche von rund 1,7 ha einschließlich der Umwehrung, entsprechend einer inneren Nutzfläche von 1,4 ha. Das viertorige Militärlager war von einem einzelnen Wehrgraben mit einer Breite von 7,5 bis 8,5 m und einer Tiefe von 2,5 bis 2,9 m umgeben. Die Orientierung des Lagers ist nicht eindeutig geklärt, wahrscheinlich war es aber nach Süden hin ausgerichtet.
Die Fortifikation wies nur eine einzige Bauphase in Holz-Erde-Technik auf. Die Holz-Erde-Mauer war an der Außenseite mit Kalktuffquadern verblendet, im Inneren mit aufgeschichteten Rasensoden oder einer Holzverschalung stabilisiert. Die Tore waren von hölzernen Wehrtürmen flankiert, die bei insgesamt drei Toren nachgewiesen werden konnten. An den abgerundeten Ecken der Umwehrung konnten ferner Spuren zweier Ecktürme festgestellt werden.
Vom Inneren des Kastells ist kaum etwas bekannt. Es konnten im Wesentlichen nur die Fragmente der Estrichböden zweier Gebäude und eine Grube mit einem Volumen von 8 m³ festgestellt werden. Die Verfüllung der Grube konnte aufgrund eines gestempelten Sigillatatellers auf domitianische Zeit datiert werden. Die Innenbebauung dürfte wie die Umwehrung nur in Holzbauweise ausgeführt gewesen sein.
Das Kastell wurde vermutlich in den letzten zwei Jahrzehnten des 1. nachchristlichen Jahrhunderts errichtet. Eine präzisere Datierung ist derzeit kaum möglich, wenngleich der Töpferstempel für eine Existenz des Lagers in domitianischer Zeit spricht.
Mit dem endgültigen Ausbau des Raetischen Limes verlor die Fortifikation zu Beginn der zweiten Hälfte des 2. Jahrhunderts vermutlich ihre Bedeutung. Sie wurde aufgelassen und das Gelände wurde in den Vicus mit einbezogen.

## Vicus
Ähnlich wie beim Kastell fehlen auch für den Vicus, die Zivilsiedlung, die sich bei nahezu jedem römischen Militärlager befindet, ausreichende und zuverlässige Informationen, um präzise Aussagen über seine Struktur zu treffen. Das Fundmaterial streut nördlich und südlich des Lagers auf einer Länge von jeweils 0,5 km. Ein Teil des Südvicus ist auf den Luftbildaufnahmen einer landwirtschaftlich genutzten Fläche zwischen Hertleinweg und Mühlenweg noch gut zu erkennen. Auf den Aufnahmen sieht man den Verlauf der römischen Straße und die Konturen steinerner Streifenhäuser, die sich mit ihren Schmalseiten rechtwinklig auf die Straße ausrichten. Im Gegensatz zum Kastell weist der Vicus auch eine Steinbauphase auf. Ebenso konnten mittels Hypokaustanlage beheizte Häuser nachgewiesen werden.
Nach dem Abzug der Truppen wurde das aufgelassene Kastellgelände in den Vicus integriert. Ob die Siedlung, wie die in Heidenheim und Munningen, von den Markomannenkriegen in Mitleidenschaft gezogen worden ist, lässt sich nicht beantworten. Auch das Ende der Siedlung lässt sich nur grob auf die erste Hälfte des 3. Jahrhunderts eingrenzen.

## Truppe
Sollte die Vermutung der Archäologen Dietwulf Baatz (1928–2021) und Dieter Planck zutreffen, dass die Besatzung von Opia in das um 130/140 n. Chr. errichtete Kastell Buch vorverschoben worden ist, müsste in Oberdorf von einer teilberittenen Einheit ausgegangen werden.

## Denkmalschutz
Das Bodendenkmal Kastell Oberdorf ist geschützt als eingetragenes Kulturdenkmal im Sinne des Denkmalschutzgesetzes des Landes Baden-Württemberg (DSchG). Nachforschungen und gezieltes Sammeln von Funden sind genehmigungspflichtig, Zufallsfunde an die Denkmalbehörden zu melden.